# Kolbuszowa Górna (gromada)
Kolbuszowa Górna – dawna gromada, czyli najmniejsza jednostka podziału terytorialnego Polskiej Rzeczypospolitej Ludowej w latach 1954–1972.
Gromady, z gromadzkimi radami narodowymi (GRN) jako organami władzy najniższego stopnia na wsi, funkcjonowały od reformy reorganizującej administrację wiejską przeprowadzonej jesienią 1954 do momentu ich zniesienia z dniem 1 stycznia 1973, tym samym wypierając organizację gminną w latach 1954–1972.
Gromadę Kolbuszowa Górna z siedzibą GRN w Kolbuszowej Górnej utworzono – jako jedną z 8759 gromad na obszarze Polski – w powiecie kolbuszowskim w woj. rzeszowskim na mocy uchwały nr 23/54 WRN w Rzeszowie z dnia 5 października 1954. W skład jednostki wszedł obszar dotychczasowej gromady Kolbuszowa Górna ze zniesionej gminy Kolbuszowa Górna w tymże powiecie. Dla gromady ustalono 20 członków gromadzkiej rady narodowej.
1 stycznia 1960 do gromady Kolbuszowa Górna włączono obszar zniesionej gromady Domatków w tymże powiecie.
31 grudnia 1961 do gromady Kolbuszowa Górna włączono obszar zniesionej gromady Werynia w tymże powiecie; z gromady Kolbuszowa Górna wyłączono natomiast wsie Brzezówka, Domatków i Bukowiec, włączając je do gromady Przedbórz w tymże powiecie.
1 stycznia 1970 z gromady Kolbuszowa Górna wyłączono część wsi Kolbuszowa Górna o powierzchni 31,41 ha, włączając ją do miasta Kolbuszowej w tymże powiecie.
Gromada przetrwała do końca 1972 roku, czyli do kolejnej reformy gminnej.